# Багдадська батарейка
Багдадська батарейка — месопотамський артефакт парфянського чи сасанідского періодів, який слідом за Вільгельмом Кенігом — директором Національного музею Іраку — іноді розцінюють як античний гальванічний елемент і свідчення того, що стародавні народи використовували електрику; наприклад, для нанесення позолоти шляхом гальванізації, чи задля імітації релігійних чудес. Хоча артефакт справді може видавати слабкий електричний струм, його використання саме з такою метою недоведене.

## Будова

Схема будови

Артефакт є горщиком з обпаленої теракоти, близько 14 см заввишки та 8 см завширшки, вузький унизу, найширший приблизно на двох третинах висоти. У верхній частині є отвір діаметром 3 см. Горщик у цьому місці зламаний, тому спочатку він, ймовірно, був трохи вищим. Навколо зламаного краю є залишки природного асфальту, які вказують, що верхня частина горщика спочатку була запечатана. Всередині горщика міститься порожниста трубка, виготовлена з тонкого мідного листа, згорнутого в циліндр, завдовжки 9,5 см і завширшки 2,5 см. Кругла мідна пластина закриває її дно, запечатане асфальтом. Шов уздовж бічної сторони трубки пропаяний сплавом свинцю та олова. Всередині трубки є зіржавіла залізна шпилька завдовжки близько 8 см. Вона не досягає дна трубки, а виступає над її верхнім кінцем і стирчить із асфальтової печатки на горщику приблизно на 1 см.

## Історія
«Батарейка» стала відома завдяки статті Вільяма Кеніга, асистента та згодом директора музею, в 1938 році. Кеніг не надав точної інформації про походження глечика: він знайдений у Худжут Рабу влітку 1936 року, проте невідомо чи зробив це Кенінг особисто. Також невідомо скільки аналогічних глечиків було знайдено, хоча кераміка такої форми та мідні циліндри зі шпильками всередині, на які намотувалися сувої папірусу, добре відомі поокремо. Кенінг відніс знахідку до часу Парфянської імперії 150 р. до н. е. — 223 р. н. е. та припустив, що глечик міг бути простою електричною батареєю. Він спробував перевірити своє припущення, виготовивши аналогічний артефакт. Наливши туди електролітну рідину (для цього підхожі сік цитрусових фруктів, вино або оцет), Кенінг отримав слабкий струм. Стаття не привернула тоді значної уваги. Проте в 1968 році Еріх фон Денікен згадав її в своїй книзі «Колісниці богів?», де намагався пояснити незвичайні археологічні знахідки діяльністю інопланетян. Книга популяризувала «батарейку», хоча згадки цього артефакта здебільшого копіювали одна іншу без посилань на оригінальну статтю. Це призвело до пізніших припущень, що Кенінг насправді знайшов його серед колекції музейного фонду.
Доктор Сент-Джон Сімпсон із відділу стародавнього Близького Сходу Британського музею вважав, що горщик належав сасанідам (приблизно 225 р. до н. е. — 640 р. н. е.), а Кенінг помилково відніс його до парфянського.
У 1978 році єгиптолог Арне Еггебрехт, співробітник Музею Ремера-Пеліцеуса, проводив реконструкцію роботи артефакта, наповнивши його виноградним соком. У третьому епізоді британського телевізійного серіалу 1980 року «Таємничий світ Артура К. Кларка» він відтворив Багдадську батарейку, наповнену виноградним соком, щоб виробляти 0,5 вольта електрики. Він продемонстрував, що низка батарейок може гальванізувати срібну статуетку за дві години, використовуючи розчин ціаніду золота. Еггебрехт припустив, що в музеях може бути багато предметів, позолочених таким чином.
Програма «Руйнівники міфів» каналу Discovery створила копії батарейок, щоб перевірити, чи можна було їх використовувати для гальваніки чи електростимуляції. У 16-му епізоді 3-го сезону (в Україні 6-му 3-го сезону) 23 березня 2005 року 10 теракотових глечиків ручної роботи використовувалися як батареї. Електролітом слугував лимонний сік. З’єднані послідовно, батареї виробляли 4 вольта електроенергії, достатню напругу, щоб гальванізувати цинком маленький жетон і подати струм до акупунктурних знеболювальних голок, але недостатню, щоб завдати співведучому Адаму Севіджу помітних відчуттів від електричного удару.
Поширена думка, що оригінальна Багдадська батарея, знайдена Кенігом, зберігається в фондах Багдадського музею. Але внаслідок грабунку та руйнувань, що відбулися після американського вторгнення в Ірак у 2003 році, Багдадська батарейка зникла.

## Можливе застосування
Глечик міг використовуватися для:
- зберігання в ньому сувоїв, щоб захищати їх від вологи;
- вироблення струму, щоб:
  - наносити позолоту чи срібло на металеві вироби шляхом гальванізації;
  - впливати на прихожан святинь. Наприклад, батарейки могли бути приєднані до металевої статуї, торкаючись до якої, віряни відчували удар струму, що трактувався б як сила божества;
  - усувати біль, можливо, у ранній формі електроакупунктури. Стародавні греки знали про знеболювальний вплив електричних сомів.

## Критика як джерела струму
Головні аргументи проти використання артефакта як батарейки полягають у тому, що електроліт потрібно було б часто замінювати, але глечик був запечатаний; для використання як джерела струму, артефакт повинен мати дві клеми, тоді як у нього є лише одна, а можлива друга (на мідній трубці) схована під печаткою; не знайдено дротів, якими струм надходив би від батарейки. Крім того немає свідчень існування попередників чи наступників такого пристрою. Якщо від його використання відмовилися, то незрозуміло чому. Парфяни та сасаніди використовували «ртутне золочення», під час якого суміш золота/срібла та ртуті наносили на предмет і нагрівали, перетворюючи ртуть на пару, яка потім наносила тонкий шар зв'язаного золота чи срібла на призначений об'єкт. У гальваніці вони не мали очевидної потреби.
Американський письменник і продюсер, науковий скептик Браян Данніг коментував знахідку так: «Майже все можна перепрофілювати. Можна перевернути квітковий горщик догори дном і носити його як шолом. Можна пити з черевика. Ви можете заповнити кокос мікросхемою і перетворити його на радіо. Той факт, що дещо можна використовувати як щось інше, не означає, що це колись було задумано таким чином».
У журналі «Skeptical Inquirer» у 1996 році хімік і музейний консерватор Герхард Еггерт писав: «Як це завжди буває в експериментальній археології, успішні експерименти самі по собі можуть показати лише можливу передбачувану давню техніку, але ніколи її застосування».
Доктор Беттіна Шміц, співробітниця Музею Ремера-Пеліцеуса, зазначає, що експерименти Арне Еггебрехта з використання глечика як батарейки в 1978 році не були задокументовані.